# Kaple svatého Václava (Hlavatce)
Kaple svatého Václava je výklenková kaple na návsi obce Hlavatce (okres České Budějovice) a byla zapsána do Ústředního seznamu kulturních památek České republiky.

## Historie
Kaple byla postavena v druhé polovině 18. století. Je zakreslena ve stabilním katastru z roku 1827. Dle písemných záznamů byla v roce 1877 provedena oprava kaple a v roce 1879 byly okolo vysazeny lípy. 

## Popis
Kaple umístěná na severní straně návsi je zděná hranolová stavba na půdorysu obdélníku na odsazeném soklu s obvodovou římsou. Zakulacená nároží jsou zdobena pilastry s čabrakovými hlavicemi, na nich je obvodová římsa. V severní širší části je vsazena nika zdobená profilovanou šambránou a parapetní římsou. V zaklenutí niky je svazkový klenák. V nice byla umístěna 150 cm vysoká a 50 kg těžká dřevěná plastika svatého Václava, která byla v srpnu 2012 odcizena. Jižní průčelí kaple tvoří mělký výklenek s konchou s profilovanou šambránou a parapetní římsou. Kaple je ukončena sedlovou střechou krytou pálenými taškami.  Na jižním a severním průčelí jsou trojúhelníkové štíty s profilovanou „vpadlinou“. Na hřebenu střechy je umístěn železný kříž s paprsčitou svatozáří.